# بولبروک
بولبروک (به انگلیسی: Bullbrook) یک روستا در بریتانیا است که در جنوب شرقی انگلستان واقع شده‌است.